# Hemerocoetes morelandi
Hemerocoetes morelandi är en fiskart som beskrevs av Nelson, 1979. Hemerocoetes morelandi ingår i släktet Hemerocoetes och familjen Percophidae. Inga underarter finns listade i Catalogue of Life.